# Notharctidae
A Notharctidae család a korai főemlősök kihalt csoportja. Minden képviselője az eocénben élt. Két alcsaládra oszlik, a Notharctinae és Cercamoniinae subfamiliákra.

## Rendszerezés
- Adapiformes
  - Notharctidae
    - Cercamoniinae
    - Notharctinae